# 雙鰭呂宋花鮨
雙鰭呂宋花鮨，為輻鰭魚綱鱸形目鱸亞目鮨科的其中一種，分布於印度太平洋區，包括塞席爾群島、英屬印度洋領地、日本、菲律賓、印尼、巴布亞紐幾內亞、澳洲、帛琉、新喀里多尼亞等海域，棲息深度約10-55公尺，體長可達7公分，棲息在外海礁坡，為底棲性魚類，屬肉食性，可作為觀賞魚。

## 擴展閱讀
維基物種上的相關：雙鰭呂宋花鮨